# Fleroya stipulosa
Fleroya stipulosa är en måreväxtart som först beskrevs av Dc., och fick sitt nu gällande namn av Yun Fei Deng. Fleroya stipulosa ingår i släktet Fleroya och familjen måreväxter. IUCN kategoriserar arten globalt som sårbar. Inga underarter finns listade i Catalogue of Life.